# Diatenes accrocausta
Diatenes accrocausta är en fjärilsart som beskrevs av Turner 1939. Diatenes accrocausta ingår i släktet Diatenes och familjen nattflyn. Inga underarter finns listade i Catalogue of Life.